# Abras
Abras es un barrio ubicado en el municipio de Corozal en el estado libre asociado de Puerto Rico. En el Censo de 2010 tenía una población de 2262 habitantes y una densidad poblacional de 229,89 personas por km².

## Geografía

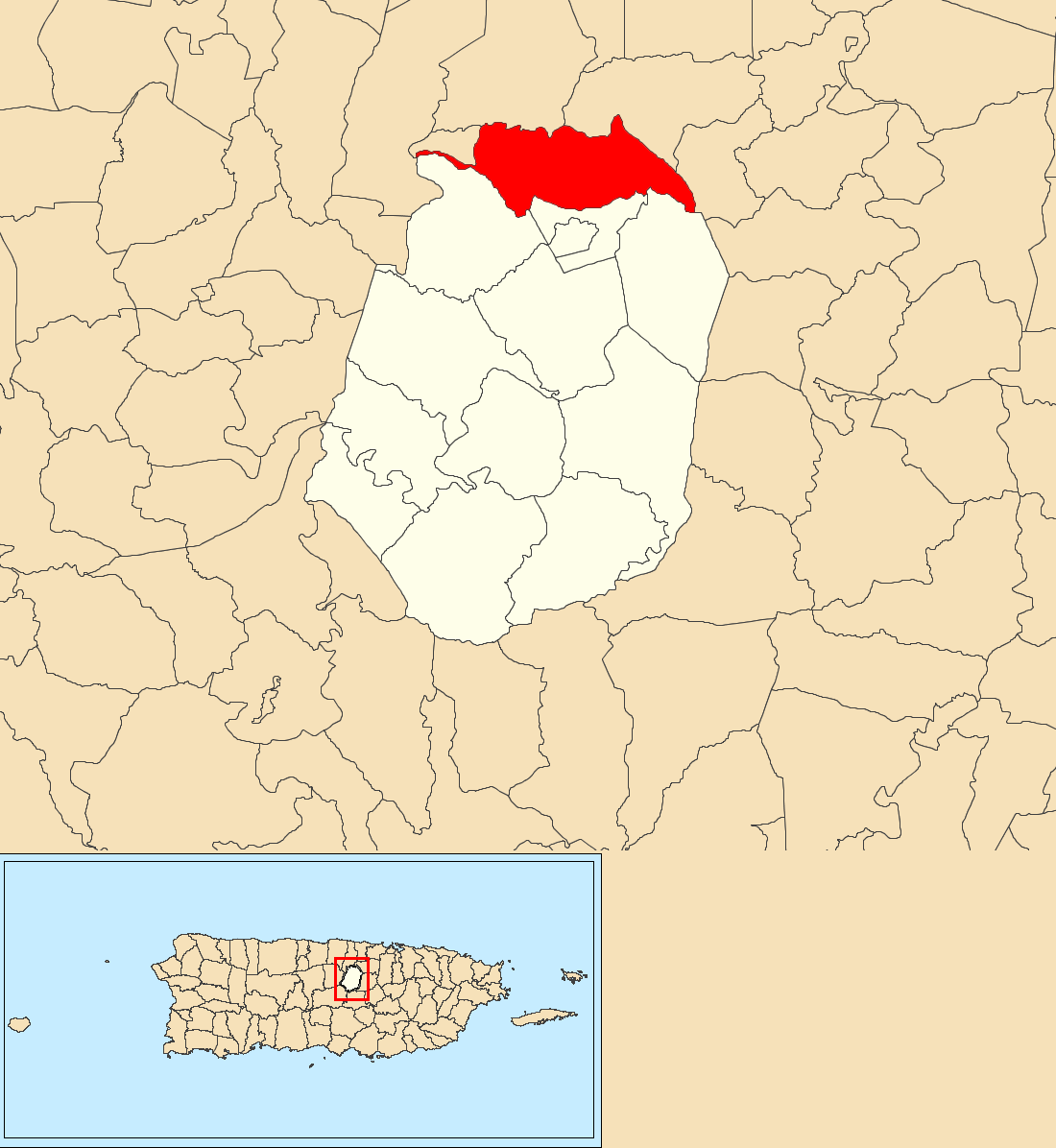
Abras en Corozal

Abras se encuentra ubicado en las coordenadas 18°21′21″N 66°18′49″O / 18.35583, -66.31361. Según la Oficina del Censo de los Estados Unidos, Abras tiene una superficie total de 9.84 km², que corresponden a tierra firme.

## Demografía
Según el censo de 2010, había 2262 personas residiendo en Abras. La densidad de población era de 229,89 hab./km². De los 2262 habitantes, Abras estaba compuesto por el 84.62% blancos, el 5.79% eran afroamericanos, el 0.35% eran amerindios, el 7.96% eran de otras razas y el 1.28% pertenecían a dos o más razas. Del total de la población el 99.25% eran hispanos o latinos de cualquier raza.